# 2005 en jeu vidéo
 (août 2017).
Si vous disposez d'ouvrages ou d'articles de référence ou si vous connaissez des sites web de qualité traitant du thème abordé ici, merci de compléter l'article en donnant les références utiles à sa vérifiabilité et en les liant à la section « Notes et références ».
Cet article présente les faits marquants de l'année 2005 concernant le jeu vidéo.

## Événements
- 5 janvier : l'éditeur Titus Interactive (propriétaire d'Interplay Entertainment) est déclaré en faillite.
- 8 mars : le studio anglais The Creative Assembly est racheté par SEGA.
- 11 mars : sortie de la Nintendo DS en Europe, sortie fin 2004 au Japon et aux États-Unis.
- 13 septembre : sortie de la Game Boy Micro au Japon, elle sort ensuite en Europe le 4 novembre.
- 10 novembre : sortie de la GP2X.
- 22 novembre : sortie de la Xbox 360 aux États-Unis, elle sort ensuite le 2 décembre en Europe et le 10 décembre au Japon.
- Sortie du Rumble Pak de la Nintendo DS.
- Les succès apparaissent pour la première fois avec la Xbox 360.

## Principales sorties de jeux
| Date         | Nom                                    | Support              | Pays                 |
| ------------ | -------------------------------------- | -------------------- | -------------------- |
| 4 février    | Donkey Kong Jungle Beat                | GameCube             | France               |
| 4 février    | Donkey Kong: King of Swing             | Game Boy Advance     | Europe               |
| 11 février   | World of Warcraft                      | Windows              | Europe               |
| 24 février   | Dynasty Warriors 5                     | PlayStation 2, Xbox  | Japon                |
| 4 mars       | Metal Gear Solid 3: Snake Eater        | PlayStation 2        | France               |
| 4 mars       | Darwinia                               | Windows              | États-Unis           |
| 10 mars      | Pac-Pix                                | Nintendo DS          | Japon                |
| 10 mars      | Meteos                                 | Nintendo DS          | Japon                |
| 11 mars      | Polarium                               | Nintendo DS          | Europe               |
| 18 mars      | Act of War: Direct Action              | Windows              | Europe               |
| 18 mars      | Resident Evil 4                        | GameCube             | France               |
| 24 mars      | Kirby : Le Pinceau du Pouvoir          | Nintendo DS          | Japon                |
| 25 mars      | 1944 : Campagne des Ardennes           | Windows              | France               |
| 15 avril     | Cossacks 2: Napoleonic Wars            | Windows              | Europe               |
| 20 avril     | Fire Emblem: Path of Radiance          | GameCube             | Japon                |
| 28 avril     | Fallout: Brotherhood of Steel          | PlayStation 2, Xbox  | Japon                |
| 3 mai        | Forza Motorsport                       | Xbox                 | États-Unis           |
| 6 mai        | Kingdom Hearts: Chain of Memories      | Game Boy Advance     | France               |
| 9 juin       | Killer7                                | GameCube             | Japon                |
| 16 juin      | Trauma Center: Under The Knife         | Nintendo DS          | Japon                |
| 21 juin      | Battlefield 2                          | Windows              | Monde                |
| 7 juillet    | We ♥ Katamari                          | PlayStation 2        | Japon                |
| 19 juillet   | Nanostray                              | Nintendo DS          | États-Unis           |
| 8 août       | Jump Super Stars                       | Nintendo DS          | Japon                |
| 8 septembre  | Dig Dug: Digging Strike                | Nintendo DS          | Japon                |
| 15 septembre | Phoenix Wright: Ace Attorney           | Nintendo DS          | Japon                |
| 16 septembre | Fahrenheit                             | Windows              | Europe               |
| 22 septembre | Myst V: End of Ages                    | Windows              | Europe               |
| 7 octobre    | Nintendogs                             | Nintendo DS          | Europe               |
| 13 octobre   | Black and White 2                      | Windows              | Europe               |
| 14 octobre   | Ultimate Spider-Man                    | Windows              | Europe               |
| 18 octobre   | Shadow of the Colossus                 | PlayStation 2        | États-Unis           |
| 20 octobre   | Super Princess Peach                   | Nintendo DS          | Japon                |
| 21 octobre   | F.E.A.R.                               | Windows              | France               |
| 25 octobre   | Grand Theft Auto: Liberty City Stories | PlayStation Portable | États-Unis           |
| 27 octobre   | Civilization IV                        | Windows              | Europe               |
| 4 novembre   | Age of Empires III                     | Windows              | Europe               |
| 15 novembre  | Sonic Rush                             | Nintendo DS          | États-Unis           |
| 17 novembre  | Lost in Blue                           | Nintendo DS          | Europe               |
| 17 novembre  | King Kong                              | PlayStation 2, Xbox  | États-Unis et Europe |
| 18 novembre  | Mario Smash Football                   | GameCube             | Europe               |
| 8 décembre   | Yakuza                                 | PlayStation 2        | Japon                |
| 22 décembre  | Kingdom Hearts 2                       | PlayStation 2        | Japon                |
| 29 décembre  | Dead or Alive 4                        | Xbox 360             | Japon et États-Unis  |

## Meilleures ventes

### Vente de jeux sur console au Japon
| Classement | Titre                               | Support       | Nombre d'unités |
| ---------- | ----------------------------------- | ------------- | --------------- |
| 1          | Animal Crossing: Wild World         | Nintendo DS   | 1 169 757       |
| 2          | Gran Turismo 4                      | PlayStation 2 | 1 066 749       |
| 3          | Brain Training                      | Nintendo DS   | 1 011 341       |
| 4          | Nintendogs                          | Nintendo DS   | 965 665         |
| 5          | Winning Eleven 9                    | PlayStation 2 | 923 288         |
| 6          | Shin Sangoku Musou 4                | PlayStation 2 | 917 985         |
| 7          | Yawaraka Atamajuku                  | Nintendo DS   | 875 371         |
| 8          | Tamagotchi no Puchi Puchi Omisetchi | Nintendo DS   | 770 391         |
| 9          | Kingdom Hearts 2                    | PlayStation 2 | 737 391         |
| 10         | Mario Kart DS                       | Nintendo DS   | 669 575         |

### Ventes de consoles au Japon
| Classement | Support              | Nombre d'unités |
| ---------- | -------------------- | --------------- |
| 1          | Nintendo DS          | 3 761 175       |
| 2          | PlayStation Portable | 2 089 869       |
| 3          | PlayStation 2        | 1 890 200       |
| 4          | Game Boy Advance SP  | 680 264         |
| 5          | Game Boy Micro       | 403 854         |
| 6          | GameCube             | 260 601         |
| 7          | Xbox 360             | 58 267          |
| 8          | Game Boy Advance     | 24 733          |
| 9          | Xbox                 | 11 895          |

## Récompenses
- E3 2005
- Nolan Bushnell et Shigeru Miyamoto sont récompensés pour l'ensemble de leur carrière par le Walk of Game.
- Trip Hawkins est récompensé par le AIAS Hall of Fame.
- Half-Life 2 reçoit les prix de « jeu de l'année » toutes plates-formes confondues, ainsi que « meilleure animation », « direction artistique », « gameplay engineering » et « visual engineering »  aux Interactive Achievement Awards de l'Academy of Interactive Arts and Sciences.